# كارلوس كاستانيدا (مؤرخ)
كارلوس كاستانيدا (بالإنجليزية: Carlos Castañeda)‏ هو مؤرخ أمريكي، ولد في 11 نوفمبر 1896 في كامارغو ‏ في المكسيك، وتوفي في 3 أبريل 1958.